# Kontributionsmünze

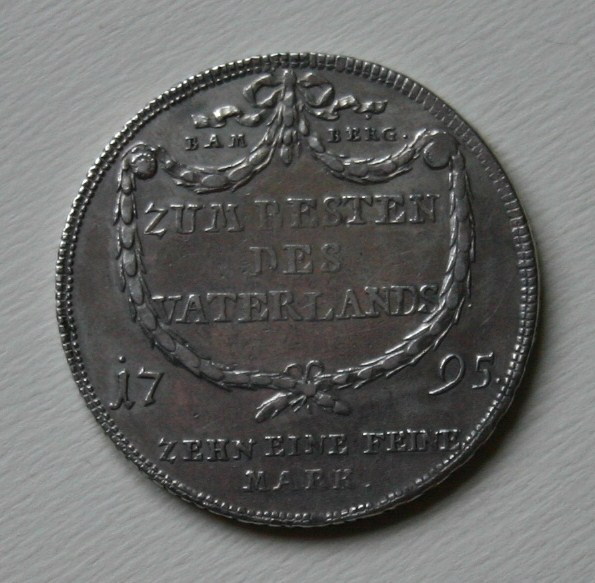
Kontributionstaler, Bamberg 1795, mit der Inschrift „ZUM BESTEN DES VATERLANDS“

Kontributionsmünzen (vom lateinischen contribuere, „beitragen“) sind Geldstücke, zu deren Herstellung Edelmetalle verwendet wurden, die dem Staat in Krisensituationen von Bürgern oder der Kirche freiwillig gestiftet oder eingezogen worden waren. Das Einschmelzen von eigenen, gespendeten oder erbeuteten Gegenständen aus Edelmetall zum Zweck der Münzprägung in Krisenzeiten, sei es aus dem Besitz der Herrscher, der Kirche oder der Bürger, ist bereits in der Antike belegt und es gibt Beispiele aus dem 16. bis 18. Jahrhundert. Die so vor dem Ende des 18. Jahrhunderts entstandenen Münzen haben gemeinsam, dass sie die Herkunft des für ihre Anfertigung benutzten Metalls nicht offenbaren.
In der Numismatik sind Kontributionstaler geläufig, es gibt aber auch entsprechende Dukaten, Gulden oder Zwanziger. Die enge Auslegung des Begriffs „Kontributionsmünze“ schließt nur solche Stücke ein, die durch Auf- oder Umschriften darauf hinweisen, dass das verwendete Prägematerial von den Kirchen oder aus einer allgemeinen Sammlung beim Volk stammt. Es handelt sich um einen Begriff, der zur Entstehungszeit der Münzen nicht verwendet wurde, sondern erst um die Wende vom 19. zum 20. Jahrhundert Eingang in die Numismatik gefunden hat.
Diese Kontributionen im Sinne von Kriegssteuern waren von der Allgemeinheit zu tragen und konnten entweder dem eigenen Staat zur Finanzierung bestehender oder erwarteter Kriegslasten zufließen, oder zu Zwangsabgaben an die Sieger oder die Besatzungsmächte beitragen. Allerdings war das durch die Sammelaktionen beschaffte Geldvolumen im Verhältnis zu den Kriegslasten oder der aus anderen Gründen entstandenen Verschuldung der Staaten derart gering, dass die Maßnahmen den beabsichtigten Zweck nicht verwirklichten. Auch als Instrument staatlicher Propaganda konnten die Münzen nur eine begrenzte Wirkung entfalten, da sich die eingeprägten Devisen, zumal oft in lateinischer Sprache, nur den höheren Schichten erschlossen. Zudem wurden fast ausschließlich hochwertige Münzen ausgegeben, die die breite Bevölkerung nicht erreichen konnten.

## Erster Koalitionskrieg (1792–1797)
Im Ersten Koalitionskrieg Österreichs, Preußens und weiterer deutscher Staaten gegen die französische Republik (1794–1796) prägten einige geistliche Münzherren in deutschen Staaten Talermünzen mit Hinweisen wie „Pro Deo et Patria“ (für Gott und Vaterland). Sie waren aus Silber der Kirchen und aus Silberspenden der Bürger geprägt und sollten den Anteil der Bistümer an den Kriegskosten decken. Die Einschmelzung sakraler Gegenstände war dabei meist ausgeschlossen.

### Hochstift Bamberg
Am 2. Oktober 1794 beschloss das Kapitel des wohlhabenden Kollegiatstifts Haug, alles entbehrliche Kirchensilber der Erleichterung der Landeskasse zur Verfügung zu stellen. Zwei Drittel des Betrages sollten als ein auf fünf Jahre unverzinslich und für die Folgezeit zu 3 % Zinsen verzinsbares Darlehen hergegeben werden, ein Drittel dem Stift als Notreserve verbleiben. Weitere Stifte folgten dem Beispiel. Im Dezember 1794 befahl Franz Ludwig von Erthal, Fürstbischof von Bamberg und Würzburg, die Aussonderung von Hofsilber. Es sollten lediglich ein Silber-Service für 24 Personen, benötigte Leuchter, das Silber für Kirchenzwecke sowie Gold und vergoldete Silberwaren am Hof verbleiben. Der Fürstbischof verstand diese Maßnahme als Geschenk an seine Untertanen, die er vor noch höheren Steuerbelastungen bewahren wollte, und nahm an der Gestaltung der Münzen und an der Vorbereitung der Herstellung persönlich regen Anteil. Nach dem Tod des Fürstbischofs im Februar 1795 hatte die Prägung der Sterbemünzen Vorrang, so dass die Kontributionstaler erst posthum ab Juli 1795 ausgeliefert wurden. Der Speziestaler trug die Aufschrift „ZUM BESTEN DES VATERLANDS“ und wird auch als „Vaterlandstaler“ bezeichnet.

### Hochstift Eichstätt

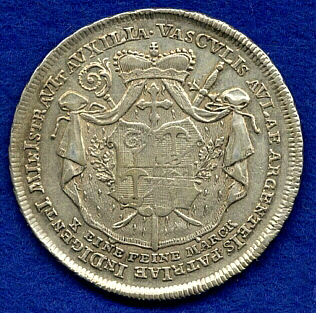
Stubenbergtaler, Eichstätt 1796, Rückseite mit Wappen, die Umschrift ist ein Chronogramm

Vom 11. September bis zum 15. September 1796 war das Hochstift Eichstätt von französischen Truppen besetzt. Fürstbischof Joseph von Stubenberg floh nach Graz, veranlasste aber zuvor die Prägung eines Speziestalers, des sogenannten Stubenbergtalers, nach dem Beispiel der nördlich gelegenen Hochstifte. Die Rückseite trägt als Umschrift das Chronogramm „'V'AS'CVLI'S A 'VL'AE ARGENTE'I'S PATR'I'AE 'I'N'DI'GENT'I MI'N'I'STRA 'VI'R A 'VXILI'A“, aufgelöst die Jahreszahl 1796. Auch hier ist der Zweck der Prägung weniger in einer Kontribution an die Besatzungsmacht, sondern in der Sanierung der Staatsfinanzen ohne weitere Belastung der Bevölkerung zu sehen.

### Reichsstadt Frankfurt am Main
Am 16. Juli 1796 besetzten französische Truppen die Stadt und nahmen zahlreiche Ratsherren als Geiseln. Um die Forderung der Besatzer nach einer Kontribution von acht Millionen Livres, davon sechs Millionen in bar, erfüllen zu können, wurden öffentliche Sammlungen von Edelmetall bei Bürgern und Kirchen durchgeführt, und ein großer Teil des Ratssilbers eingeschmolzen. Die Kontributionsmünzen Frankfurts zeichnen sich gegenüber den Prägungen der Fürstbistümer dadurch aus, dass das benötigte Silber überwiegend aus der Bürgerschaft aufgebracht wurde, und dass ihre Herausgabe in unmittelbarem Zusammenhang mit Kriegskontributionen stand. Der Golddukat der Reichsstadt Frankfurt trägt vorderseitig die Inschrift „AUS DEN GEFAESEN DER KIRCHEN UND BURGER DER STADT FRANCKFURT“, die silbernen Kontributionstaler haben den gleichen Text als Umschrift, aufgeteilt auf Vorder- und Rückseite.

### Hochstift Fulda
Noch im Sommer 1794 hatte Fürstbischof Adalbert von Harstall zwei Kreditgesuche des Reiches unter Hinweis auf die bereits geleistete Hilfe und die angespannte Finanzlage zurückgewiesen. Aufgrund finanzieller Probleme des Hofes und möglicherweise unter dem Eindruck der Hofsilber-Spende des gerade verstorbenen Fürstbischofs von Bamberg und Würzburg verfügte Adalbert im März 1795 die Aussonderung höfischen Tafelsilbers, ohne liturgische Gegenstände. Von dem so verfügbar gewordenen Silber wurden 1795 und 1796 mehrere Speziestaler geprägt, und 1796 auch halbe Taler oder Gulden. Die auf den Münzen gezeigte Inschrift „PRO DEO ET PATRIA“ war eine geringfügige Abwandlung der Devise „Deo et Patriae“ des Fürstbischofs. Wie in Bamberg und Würzburg wurde die Münzprägung aus dem Silber des Herrschers als dessen Geschenk an sein Volk verstanden.

### Herzogtum Luxemburg
Bereits im Januar 1794 hatte der Erzbischof und Kurfürst von Trier die Kirchenvorsteher in Luxemburg um die Lieferung von Silber an die Kriegskasse in Brüssel gebeten. Vom 21. November 1794 bis 7. Juni 1795 wurden die Österreicher in der Festung Luxemburg von französischen Truppen belagert. Zur Bezahlung der Soldaten wurden auf Befehl des Feldmarschalls Blasius Columban von Bender Kupfermünzen zu einem Sol gegossen und Silbermünzen zu 72 Assis, entsprechend einem Speziestaler, geprägt. Aufgrund der widrigen Umstände und ihres Charakters als Notmünzen hatten die Silbermünzen ein stark schwankendes Gewicht und waren sehr schlicht gestaltet. Auf der Vorderseite befand sich der fünfzeilige Schriftzug „AD / USUM / LUXEMBURGI / C(IR)C(VM)VALLATI / 1795“ („zur Verwendung im belagerten Luxemburg“). Nur die dreizeilige Inschrift „LXXII / ASSES / 13“ („72 / Einheiten / 13“) auf der Rückseite belegt die Herkunft des Materials. Die oberste Zeile gibt die Wertstufe an, darunter steht die Währungseinheit. Zur Vermeidung von Verwechslungen mit regulären Münzen wurde keine gängige Währungsbezeichnung gewählt, sondern die Bezeichnung einer nicht mehr umlaufenden Straßburger Münze. Die Angabe „13“ bezeichnet die Legierung, und 13 Lot war keine hochwertige Münzlegierung, sondern die Standardlegierung für Tafelsilber.

### Kurfürstentum Mainz
1794 wurden unter Erzbischof und Kurfürst Friedrich Karl Joseph von Erthal im Zusammenhang mit einer Anleihe zur Finanzierung der Kriegskosten Sammlungen veranstaltet. Die Armierungs- und Landesverteidigungs-Konferenz beschloss am 5. August 1794, das Erzbischöfliche Generalvikariat zur Vermünzung von Kirchensilber aufzufordern. Zu den weiteren Maßnahmen gehörte auch die Verarbeitung des entbehrlichen Hofsilbers. Geprägt wurde ein Speziestaler mit der rückseitigen Inschrift „EX VASIS ARGENT CLERI MOGVNT PRO ARIS ET FOCIS“. Es ist nicht sicher, dass die 1795 geprägten Mainzer Dukaten mit der Aufschrift „SALVS PVBLICA“ auch aus gespendetem Metall angefertigt wurden.

### Kurfürstentum Trier

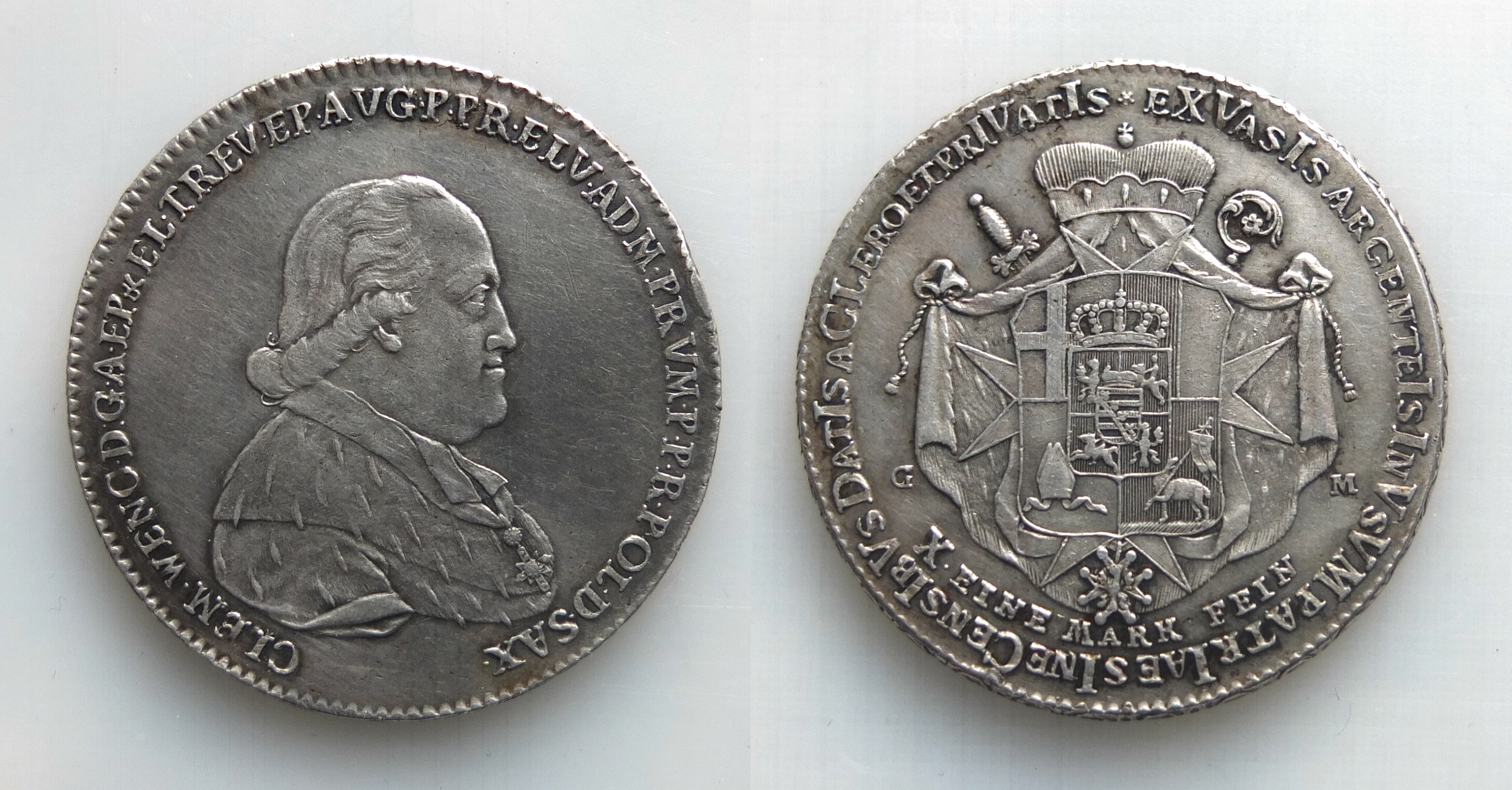
Kontributionstaler, Trier 1794, Clemens Wenzeslaus von Sachsen

In Trier wurde 1794 unter Erzbischof und Kurfürst Clemens Wenzeslaus von Sachsen ein Kontributionstaler geschlagen. Hierzu wurden die kirchlichen Körperschaften zunächst ermächtigt, ihr Silber zur Finanzierung einer Anleihe zur Steuerung der allgemeinen Kriegsbedürfnisse und Verstärkung der Landeskassen abzugeben. Auf einer Zeichnungsliste zu dieser Anleihe erscheinen neben 17 Stiften und Kapellen nur 2 Privatpersonen. Dennoch trägt die Münze, die in zwei Ausführungen mit unterschiedlich großen Darstellungen des Kurfürsten auf der Vorderseite erschien, als Umschrift das Chronogramm „E'X V'AS'I'S ARGENTE'I'S 'I'N 'V'S'VM' PATR'I'AE S'I'NE 'C'ENS'I'B'V'S 'D'AT'I'S A 'CL'ERO ET PR'IV'AT'I'S“ (etwa: „aus silbernen Gefäßen, dem Vaterland von Klerus und Bürgern gestiftet“), das aufgelöst die Jahreszahl 1794 ergibt. Die Sammlungen erbrachten mehr als 60.000 Gulden, davon stammte mehr als die Hälfte vom Domkapitel.

### Hochstift Würzburg

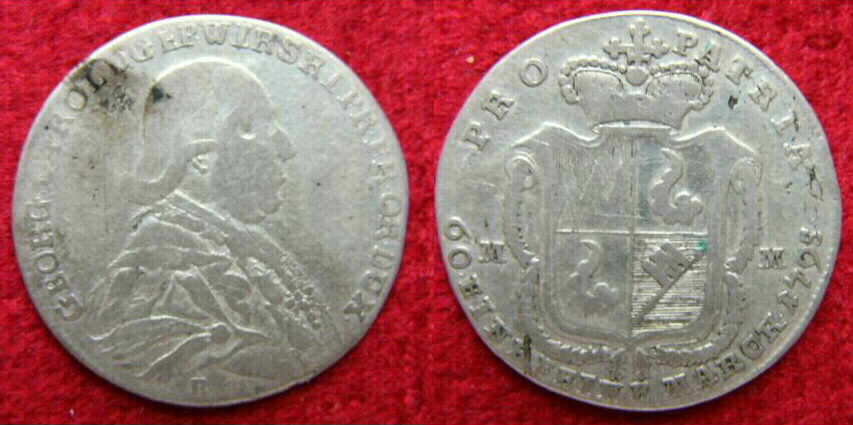
Kontributionszwanziger, Würzburg 1795, mit dem Bildnis von Fürstbischof Georg Karl

Auch in Würzburg lieferte der regierende Fürstbischof Franz Ludwig von Erthal Teile des Hofsilbers zur Münzprägung ab. Aufgrund von Verzögerungen bei der Silber-Einlieferung wurde das Silber teilweise erst nach Franz Ludwigs Tod 1795 verarbeitet. Geprägt wurden 1794 und 1795 zwei verschieden gestaltete Speziestaler, die beide die Inschrift „PRO PATRIA“ aufwiesen. Auch die 1795 in mehreren Varianten aus einer 583er Silber-Legierung geprägten Zwanziger (im Sinne von 20 Kreuzern, oder 1/6 Taler) hatten diese Inschrift, die Münze war als mittlere Wertstufe gebräuchlicher. Ein ebenfalls 1795 unter Franz Ludwigs Nachfolger, Fürstbischof Georg Karl von Fechenbach aus Billon unter Mitverwendung abgelieferten Silbers gefertigter Schilling trägt keine Inschriften mit Bezug auf die Herkunft des Silbers oder seinen Zweck.

## Befreiungskriege (1813–1815)
Russlands und Preußens 1813 gebildeter Koalition gegen Frankreich schlossen sich später auch Österreich und andere deutsche Staaten an. Nach dem Wiener Kongress und Napoleons Niederlage bei Waterloo herrschte in Deutschland eine nationalistische Stimmung. Die Notwendigkeit zur Sanierung der kriegsbedingt belasteten Staatsfinanzen führte in mehreren Staaten zur Herausgabe von Kontributionsmünzen mit patriotischem Charakter.

### Großherzogtum Mecklenburg-Schwerin
Unter Großherzog Friedrich Franz I. wurde vom Großherzogtum Mecklenburg-Schwerin 1813 der silberne Vaterlandsgulden zu 2/3 Taler mit der Aufschrift „DEM VATERLANDE“ hergestellt. Das verwendete Silber stammte aus einer Sammlung, die zugunsten der Aufstellung einer militärischen Einheit durchgeführt wurde.

### Großherzogtum Sachsen-Weimar-Eisenach
Großherzog Karl August ließ 1815 einen Taler mit der Inschrift "DEM VATERLANDE" auf der Rückseite prägen. Diese Münze ist, wie einige weitere, auch unter der Bezeichnung Vaterlandstaler bekannt.